# Triopha catalinae
Triopha catalinae là một loài sên biển nhiều màu sắc, là một động vật mang trần, động vật thân mềm chân bụng không vỏ sống ở biển, nằm trong họ Polyceridae. Loài này sống ở đông Thái Bình Dương, từ Alaska đến México, ngoài ra còn ở ở Nhật Bản và Hàn Quốc. Triopha catalinae ăn động vật hình rêu.
Chúng được đặt tên theo tên đảo Santa Catalina, California, Mỹ.

## Hình ảnh

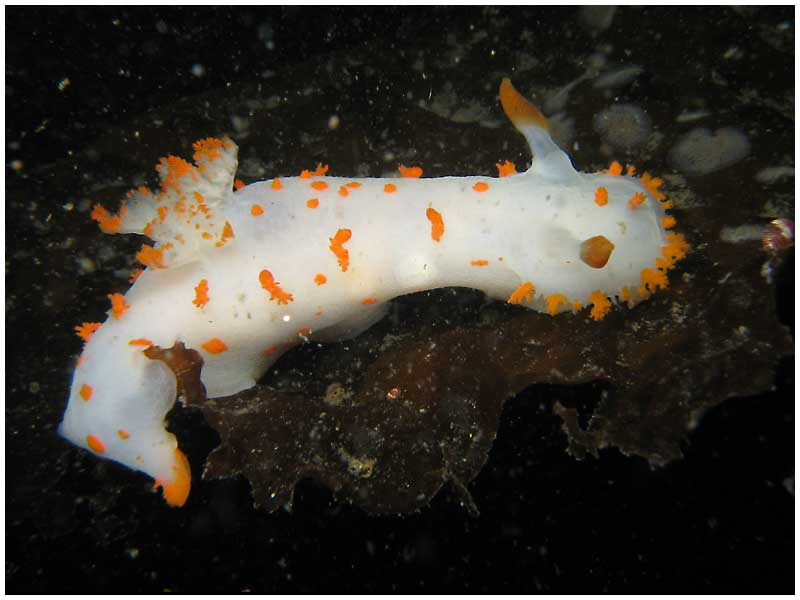
Triopha catalinae
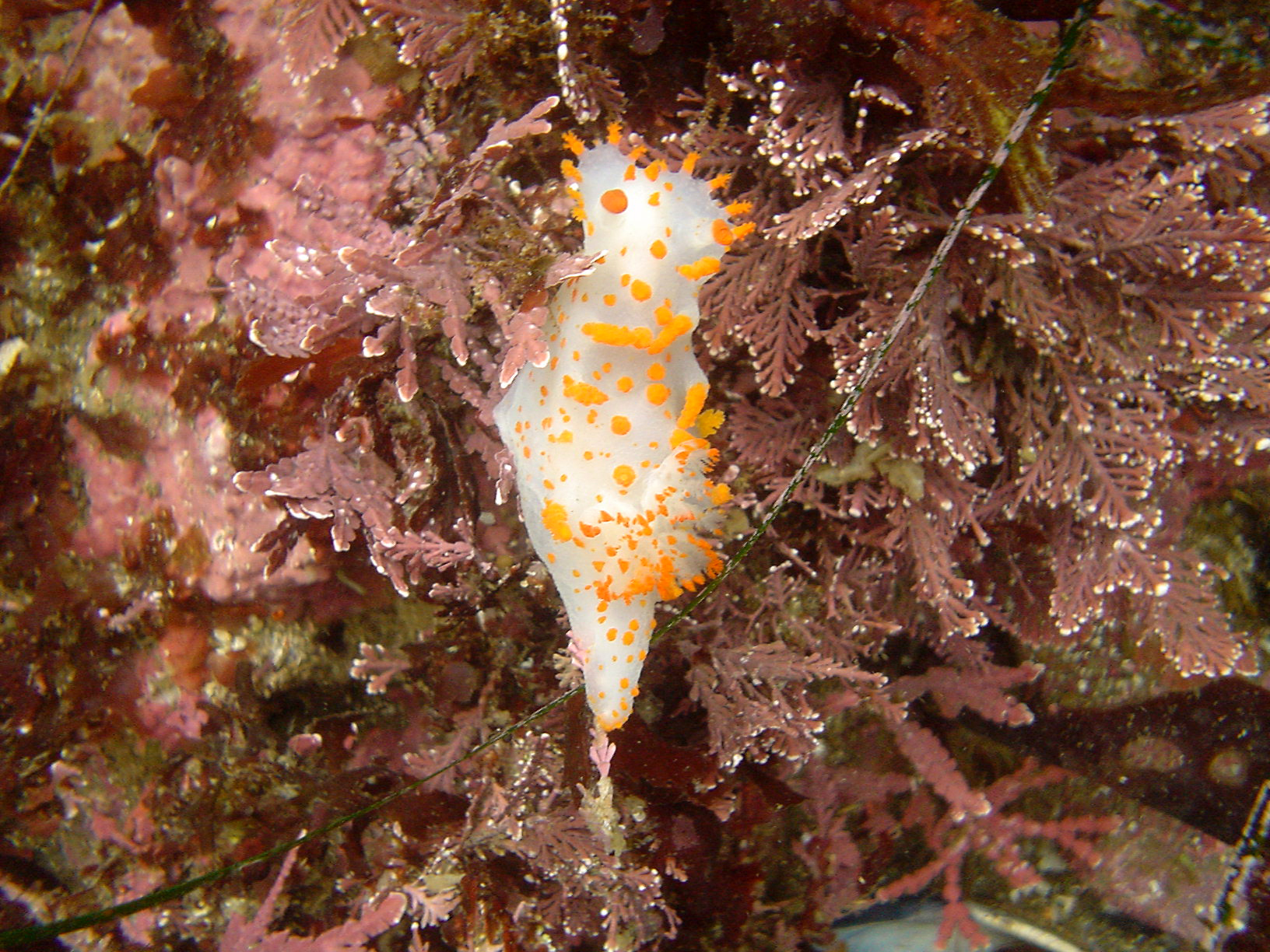
Triopha catalinae bám trên tảo san hô